# Elísio dos Santos Teixeira
Elísio dos Santos Teixeira (São Paulo, 4 maart 1922 - 17 augustus 1999) was een Braziliaanse voetballer, beter bekend onder zijn spelersnaam Teixeirinha.

## Biografie
Teixeirinha begon zijn profcarrière bij het nog jonge São Paulo. Met de club zou hij zes keer het Campeonato Paulista winnen. In 1950 ging hij kort voor Bangu spelen, maar keerde in 1951 weer terug naar zijn vertrouwde club, waar hij nog tot 1956 voor speelde. 
In 1946 werd hij opgeroepen om met de nationale ploeg deel te nemen aan het Zuid-Amerikaans kampioenschap; hij werd echter niet ingezet. Later werd hij niet meer opgeroepen. 